# Lutefisk

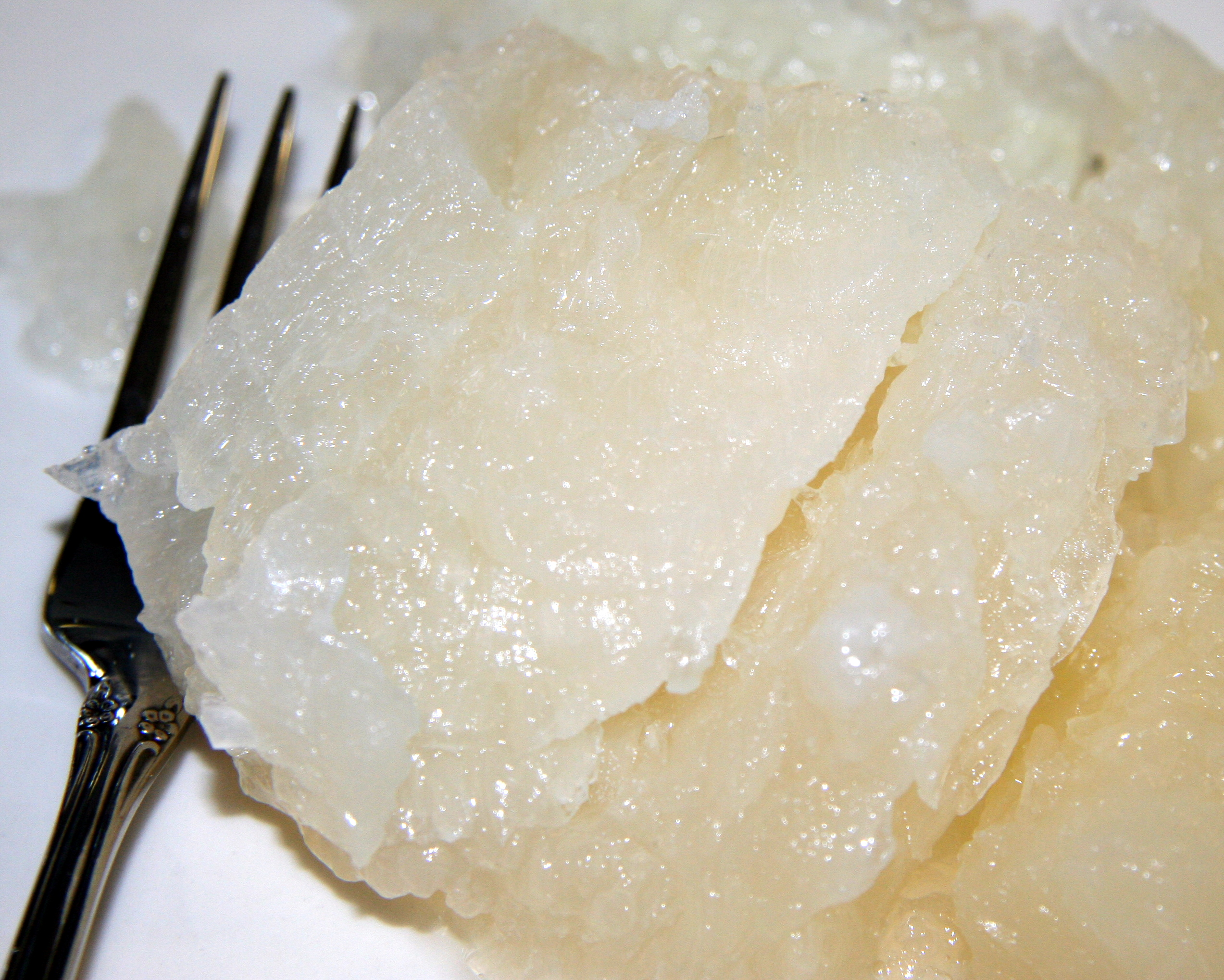
Một phần lutefisk

Lutefisk (tiếng Na Uy) hoặc lutfisk (tiếng Thụy Điển) hoặc  ludfisk  (tiếng Đan Mạch) (phát âm [lʉːtfesk] ở Bắc Na Uy, [lʉːtəfɪsk] ở Trung bộ và Nam bộ Na Uy, [lʉːtfɪsk] ở Thụy Điển, ở Đan Mạch [luð̞ˠfesk] và ở Phần Lan (tiếng Phần Lan: lipeäkala)) là một món ăn truyền thống ở Các nước Bắc Âu. Món này làm từ cá tuyết khô được ngâm giấm: một món cá truyền thống với vị chua cay cùng với phần nước sốt sền sệt thường được ăn vào những ngày trước lễ Giáng sinh. Cá hồi địa phương, cá trích hay cá tuyết tươi và tôm cũng là những loại thực phẩm được ưa chuộng tại các quốc gia này.